# Ann-Sofi Colling
Ann-Sofi Colling-Pettersson (Stockholm, 1 januari 1932) is een Zweeds turnster. 
Colling won tijdens de wereldkampioenschappen in 1950 de gouden medaille in de landenwedstrijd en aan de brug met ongelijke liggers en de zilveren medaille in de meerkamp.
Colling won tijdens de Olympische Zomerspelen 1952 met haar ploeggenoten de gouden medaille in de landenwedstrijd draagbaar gereedschap.
Twee jaar later werd Colling wereldkampioene op sprong.
Tijdens de Olympische Zomerspelen 1956 won Colling de zilveren medaille in de landenwedstrijd draagbaar gereedschap en de bronzen medaille op sprong.

## Resultaten

### Olympische Zomerspelen
| Jaar | Plaats    | Resultaten                                                                                           |
| ---- | --------- | --- |
| 1952 | Helsinki  | in de landenwedstrijd draagbaar gereedschap 4e in de landenwedstrijd 44e in de meerkamp 17e op vloer |
| 1956 | Melbourne | in de landenwedstrijd draagbaar gereedschap op sprong 8e in de landenwedstrijd 31e in de meerkamp    |

### Wereldkampioenschappen turnen
| Jaar | Plaats | Resultaten                                                                 |
| ---- | ------ | -------------------------------------------------------------------------- |
| 1950 | Bazel  | in de landenwedstrijd · aan de brug met ongelijke liggers · in de meerkamp |
| 1954 | Rome   | op sprong                                                                  |

1952: Evy Berggren, Vanja Blomberg, Ann-Sofi Colling, Karin Lindberg, Hjördis Nordin, Göta Pettersson, Gun Röring, Ingrid Sandahl ·
1956: Andrea Bodó, Erzsébet Gulyás, Ágnes Keleti, Alíz Kertész, Margit Korondi, Olga Tass
1950: Gertrude Kolar / Ann-Sofi Pettersson ·
1954: Ágnes Keleti ·
1958: Larissa Latynina ·
1962: Irina Pervushina ·
1966: Natalja Koetsjinskaja ·
1970: Karin Janz ·
1974: Annelore Zinke ·
1978: Marcia Frederick ·
1979: Maxi Gnauck / Ma Yanhong ·
1981: Maxi Gnauck ·
1983: Maxi Gnauck ·
1985: Gabriele Faehnrich ·
1987: Daniela Silivaș / Dörte Thümmler ·
1989: Fan Di / Daniela Silivaș ·
1991: Kim Gwang-suk ·
1992: Lavinia Miloșovici ·
1993: Shannon Miller ·
1994: Luo Li ·
1995: Svetlana Chorkina ·
1996: Svetlana Chorkina / Elena Piskun ·
1997: Svetlana Chorkina ·
1999: Svetlana Chorkina ·
2001: Svetlana Chorkina ·
2002: Courtney Kupets ·
2003: Chellsie Memmel / Hollie Vise ·
2005: Nastia Liukin ·
2006: Beth Tweddle ·
2007: Ksenia Semenova ·
2009: He Kexin ·
2010: Beth Tweddle ·
2011: Viktoria Komova ·
2013: Huang Huidan ·
2014: Yao Jinnan ·
2015: Fan / Kocian /  Komova /  Spiridonova ·
2017: Fan Yilin ·
2018: Nina Derwael ·
2019: Nina Derwael ·
2021: Wei Xiaoyuan·
2022: Wei Xiaoyuan·
2023: Qiu Qiyuan·
· 1938: Marta Majowska / Matylda Pálfyová
· 1950: Helena Rakoczy  
· 1954: Tamara Manina / Ann-Sofi Pettersson
· 1958: Larissa Latynina  
· 1962: Věra Čáslavská  
· 1966: Věra Čáslavská  
· 1970: Erika Zuchold  
· 1974: Olga Korboet  
· 1978: Nelli Kim  
· 1979: Dumitrița Turner  
· 1981: Maxi Gnauck  
· 1983: Boriana Stoyanova  
· 1985: Jelena Sjoesjoenova  
· 1987: Jelena Sjoesjoenova  
· 1989: Olesya Dudnik  
· 1991: Lavinia Miloșovici  
· 1992: Henrietta Ónodi  
· 1993: Elena Piskun  
· 1994: Gina Gogean  
· 1995: Simona Amânar  
· 1996: Gina Gogean  
· 1997: Simona Amânar  
· 1999: Jelena Zamolodtsjikova  
· 2001: Svetlana Chorkina  
· 2002: Jelena Zamolodtsjikova  
· 2003: Oksana Tsjoesovitina  
· 2005: Cheng Fei  
· 2006: Cheng Fei  
· 2007: Cheng Fei  
· 2009: Kayla Williams  
· 2010: Alicia Sacramone  
· 2011: McKayla Maroney
· 2013: McKayla Maroney
· 2014: Hong Un-jong
· 2015: Maria Paseka
· 2017: Maria Paseka
· 2018: Simone Biles
· 2019: Simone Biles
· 2021: Rebeca Andrade
· 2022: Jade Carey
· 2023: Rebeca Andrade
1934: Bajerová, Děkanová, Foltová, Hajková, Jarusková, Veřmířovská ·
1938: Bajerová, Dekanová, Dobešová, Foltová, Hajková, Jarusková, Pálfyová, Veřmířovská ·
1950: Berggren, Blomberg, Lindberg, Ljungström, Nordin, A.-S. Pettersson, G. Pettersson, Sandahl ·
1954: Botsjarova, Danilova, Gorochovskaja, Latynina, Manina, Moeratova, Roedko, Sjarabidze ·
1958: Astachova, Borisova, Ivanova,  Latynina, Manina, Moeratova ·
1962: Astachova, Ivanova, Latynina, Manina, Moeratova, Pervoesjina ·
1966: Čáslavská, Košťálová, Krajčírová, Kubičková, Řimnáčová, Sedláčková ·
1970: Boerda, Karasjova, Lazakovitsj, Petrik, Toerisjtsjeva, Voronina ·
1974: Dronova, Kim, Korboet, Saadi, Sicharoelidze, Toerisjtsjeva ·
1978: Agapova, Arzjannikova, Filatova, Kim, Moechina, Sjaposjnikova ·
1979: Comăneci, Dunca, Eberle, Ruhn, Turner, Vlădărău ·
1981: Bitsjerova, Davydova, Filatova, Ilenko, Polevaja, Zacharova ·
1983: Bitsjerova, Frolova, Ilenko, Mostepanova, Sjisjova, Joertsjenko ·
1985: Baraksanova, Kolesnikova, Mostepanova, Omeljantsjyk, Sjoesjoenova, Joertsjenko ·
1987: Dobre, Golea, Popa, Silivaș, Szabo, Voinea ·
1989: Baitova, Boginskaja, Doednyk, Lasjtsjenova, Sazonenkova, Strazjeva ·
1991: Boginskaja, Tsjoesovitina, Galijeva, Goetsoe, Kalinina, Lysenko ·
1994: Amânar, Gogean, Hațegan, Loaieș, Mărănducă, Miloșovici, Presăcan ·
1995: Amânar, Cacovean, Gogean, Hategan, Marinescu, Miloșovici, Presăcan ·
1997: Amânar, Gogean, Marinescu, Presăcan, Țugurlan, Ungureanu ·
1999: Amânar, Boboc, Isărescu, Olaru, Răducan, Ungureanu ·
2001: Boboc, Cojocar, Ionescu, Răducan, Stroescu, Ulmeanu ·
2003: Humphrey, Kupets, Memmel, Patterson, Schwikert, Vise ·
2006: Fei, Ning, Ya, Panpan, Nan, Zhuoru ·
2007: Hong, Johnson, Liukin, Peszek, Sacramone, Worley ·
2010: Afanasjeva, Dementeva, Koerbatova, Moestafina, Nabiëva, Semenova ·
2011: Douglas, Maroney, Raisman, Sacramone, Vega, Wieber ·
2014: Baumann, Biles, Desch, Kocian, Locklear, Ross, Skinner ·
2015: Biles, Douglas, Dowel, Kochian, Nichols, Raisman, Skinner ·
2018: Biles, Eaker, Hurd, McCallum, McCusker, Smith · 
2019: Biles, Carey, Eaker, Lee, McCallum · 
2022: Chiles, Jones, Carey, Wong, Blakely
· 2023: Biles, Blakely, Jones, Roberson, Wong